# Amit tudni akarsz a szexről…
Az Amit tudni akarsz a szexről… (eredeti cím: Everything You Always Wanted to Know About Sex* (*But Were Afraid to Ask)) 1972-ben bemutatott amerikai szexvígjáték-antológiafilm Woody Allen rendezésében. A film rövid jelenetek sorozatából áll, amelyeket David Reuben 1969-es, azonos című könyve ihletett.
A film Allen első sikere volt, csupán Észak-Amerikában több mint 18 millió dolláros bevételt hozott 2 millió dolláros költségvetésből, és ezzel a 10. legtöbb bevételt hozó film volt 1972-ben.

## Szereplők
- Woody Allen – Victor, Fabrizio, A bolond, Sperma
- Jack Barry – Önmaga
- John Carradine – Dr. Bernardo
- Erin Fleming – a lány
- Elaine Giftos – Mrs. Ross
- Geoffrey Holder – Boszorkánymester
- Toni Holt – Önmaga
- Lou Jacobi – Sam Musgrave
- Louise Lasser – Gina
- Robert Q. Lewis – Önmaga
- Heather MacRae – Helen Lacey
- Pamela Mason – Önmaga
- Sidney Miller – George
- Regis Philbin – Önmaga
- Anthony Quayle – Király
- Tony Randall – Operátor
- Lynn Redgrave – királynő
- Burt Reynolds – telefonközpontos
- Norman Alden – telefonközpontos
- Jay Robinson – a pap
- Ref Sanchez – Igor
- Gene Wilder – Dr. Ross
- Titos Vandis – Stavros Milos
- Baruch Lumet – Rabbi

## Filmzene
- Let's Misbehave (1927) - Zene és dalszöveg Cole Porter
- Battle Hymn of the Republic (circa 1856) - Zene William Steffe - Dalszöveg Julia Ward Howe
- Red River Valley (1896) - Zene James Kerrigen - Woody Allen szájharmonikán játszotta[3]

## Cenzúra
A filmet 1973. március 20-án betiltották Írországban. A vágott változatot 1979-ben jóváhagyták, és 1980-ban mutatták be a mozikban, kivették belőle a bestialitásra való utalást ("the greatest lay I ever had", egy birkára utalva) és egy férfit, aki egy kenyérrel szexel. A vágatlan változat betiltását végül feloldották.

## Fordítás
- Ez a szócikk részben vagy egészben  az   Everything You Always Wanted to Know About Sex* (*But Were Afraid to Ask) (film) című angol Wikipédia-szócikk fordításán alapul.  Az eredeti cikk szerkesztőit annak laptörténete sorolja fel. Ez a jelzés csupán a megfogalmazás eredetét és a szerzői jogokat jelzi, nem szolgál a cikkben szereplő információk forrásmegjelöléseként.